# Anglická republika
Anglická republika bylo období v letech 1649 až 1653 a poté 1659 až 1660, kdy byla nejdříve Anglie (včetně Walesu) a později i Irsko a Skotsko spravována jako republika, oficiálně Anglické společenství (anglicky Commonwealth of England, nezaměňovat za Společenství národů). Po popravě Karla I. Stuarta v roce 1649 prohlásil 19. května anglický parlament (označovaný jako Kusý parlament, anglicky Rump Parliament) Anglii za republiku. Období let 1653 až 1659 je nazýváno protektorátem, a země byla řízena přímo Oliverem Cromwellem a po jeho smrti jeho synem Richardem jako lordy protektory.

## Anglická republika (1649-1653)

### Kusý parlament
Kusý parlament (anglicky Rump Parliament) byl vytvořen po Pridově čistce původního parlamentu odstraněním těch, kteří nepodporovali špičky armády a nesouhlasili s myšlenkou nutnosti soudit krále. Tento parlament tak neměl nikdy více než 200 členů (méně než polovina původního parlamentu). Členy byli příslušníci šlechty, i když zastoupení nižší šlechty a právníků bylo větší než u předchozího. Těsně před a po popravě Karla I. vydal mnoho zákonů, které vytvořily právní základ pro republiku. Spolu se zákazem tajné rady a Sněmovny lordů získala dolní komora nekontrolovatelnou výkonnou a zákonodárnou moc. Větší část výkonné moci převzala vytvořená státní rada. Její členové byli jmenování Dolní sněmovnou a většina z nich byli poslanci této komory. Nicméně parlament byl závislý na podpoře armády, s níž měl napjaté vztahy.
V prvních dvou letech musel parlament čelit ekonomickému poklesu a nebezpečí invaze ze Skotska a Irska. I v samotném parlamentu existovaly různé frakce. Některé chtěly ustanovit republiku, zatímco jiné měly zájem o zachování nějakého systému monarchie. Většina tradiční vládnoucí třídy považovala vládu vytvořenou parlamentem za nelegální. Nicméně obávali se, že je to jediná překážka k možnému vzniku vojenské diktatury. Vysoké daně, jejichž příjemcem byla hlavně armáda, a omezené reformy byly důvodem odporu vrstvy bohatých, ale nebyly dostatečné pro radikály. Navzdory jeho nepopularitě byl tento parlament pokračovatelem původního zřízení, pomohl uklidnit zemi po občanské válce a roku 1653 byla vláda uznána jak Francií, tak i Španělskem.
I když národní církev (nyní presbyteriánská) byla zachována, zákon z roku 1559, určující povinnou návštěvu bohoslužeb, byl novelizován roku 1650. Začaly být tolerovány mnohé nezávislé církve, ačkoli každý musel platit desátky. Byly realizovány i menší procedurální soudní reformy, například jednání soudu bylo vedeno v angličtině (dříve v právní francouzštině nebo latině). Reformy se ale nedotkly zvykového práva, protože to by dále popudilo šlechtu. Místo toho byly vydávány zákony upravující morální kodex, například byla uzavřena divadla.
Cromwell, podporovaný Thomasem Harrisonem, rozpustil parlament 20. dubna 1653. Důvody tohoto opatření nejsou zřejmé, možná se domníval, že by tento parlament začal vládnout bez ohledu na armádu, nebo cítil riziko nárůstu odporu proti republikovému zřízení. Členové parlamentu s jeho rozpuštěním nesouhlasili a jako oporu zmiňovali zákon přijatý těsně před vypuknutím občanské války, který podmiňoval rozpuštění parlamentu jeho souhlasem.

### Barebonův parlament
Po rozpuštění parlamentu následovalo krátké období, kdy Cromwell a armáda vládla samostatně. Nikdo neměl ústavní právo vypsat nové volby, ale Cromwell nechtěl být označován jako vojenský diktátor. Místo toho vládl prostřednictvím jmenovaného sněmu, jehož kontrolu armádou považoval za snadnou, protože jeho členové byli jmenováni armádními důstojníky. Tento parlament je označován jako Barebonův parlament (po zástupci londýnské City).
Tento parlament byl napadán jak členy původního Kusého parlamentu, tak i větší částí šlechty. Nicméně asi 110 ze 140 členů tohoto parlamentu bylo příslušníky nižší šlechty nebo bohatých měšťanů a mnoho z nich mělo kvalitní vzdělání.
Tento sbor odrážel různorodost názorů důstojníků, kteří jej navrhli. Někteří z nich (radikálové) se chtěli zbavit zvykového práva a státních zásahů do církve, jiní (umírnění) chtěli některé drobné změny systému a poslední (konzervativci) chtěli uchovat dosavadní stav. Cromwell považoval tento parlament za přechodný orgán, který vytvoří právní rámec pro republiku, čemuž ale bránily rozdíly v názorech jednotlivých skupin a mizivá zkušenost s prací v parlamentu (pouze 25 z nich byli členové některého z předchozích parlamentů). Cromwell zřejmě chtěl, aby tito amatéři vyprodukovali zákony bez jeho přímého řízení. Poté, co radikální reforma neprošla jen o 2 hlasy, si parlament při absenci radikálů odhlasoval „návrat moci do rukou Cromwella“ a tímto byl rozpuštěn.
Roku 1653 Cromwell ustanovil protektorát a vládl zemi jako lord protektor až do své smrti roku 1658.

## Symbolika

vlajka:
1649–1651
1651–1658